# Klakowo
Klakowo – kolonia w Polsce położona w województwie podlaskim, w powiecie hajnowskim, w gminie Dubicze Cerkiewne na granicy z Białorusią.
W latach 1975–1998 miejscowość administracyjnie należała do województwa białostockiego.
Prawosławni mieszkańcy kolonii należą do parafii Podwyższenia Krzyża Pańskiego w Werstoku.